# エチレンジオキシ基

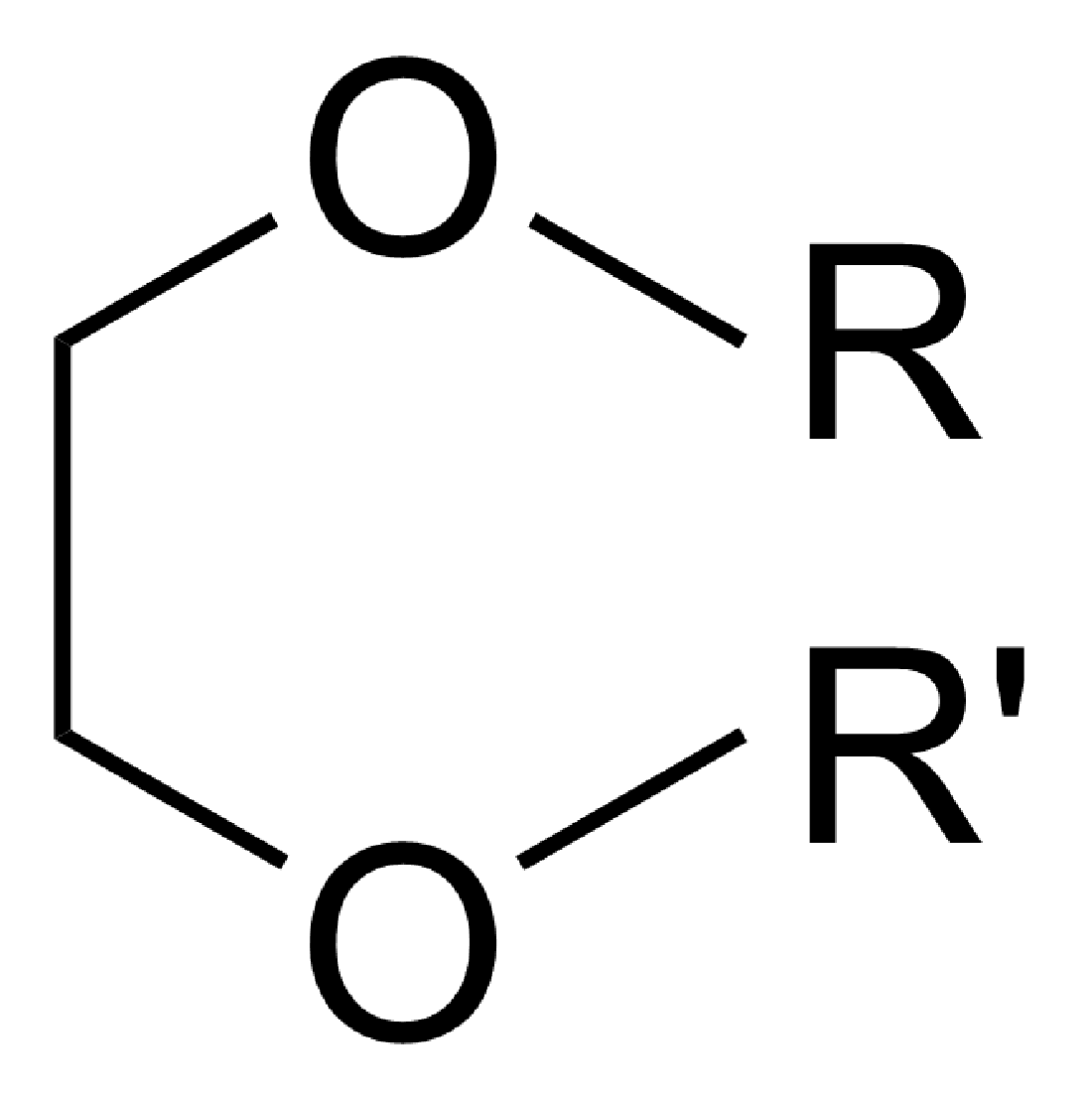
エチレンジオキシ基の構造

エチレンジオキシ基(Ethylenedioxy)は、R-O-CH2-CH2-O-R'という構造式の官能基で、通常はフェニル基等の芳香族環に結合し、この場合はエチレンジオキシフェニル基またはジヒドロベンゾダイオキシンと呼ばれる。エチレンジオキシ基は、例えばEDMAで見られる。